# Parkrun
Parkrun är ett antal femkilometerslopp som genomförs på lördagmorgonar på över 2 000 platser i världen med över 350 000 deltagare per tillfälle. Det första loppet genomfördes 2 oktober 2004 i Bushy Park, London, Storbritannien. Det första loppet i Sverige genomfördes 27 augusti 2016 i Hagaparken, Solna.
I september 2024 fanns det tolv aktiva parkrun i Sverige: Billdalsparken (Göteborg), Broparken (Umeå), Haga (Stockholm), Huddinge (Storstockholm), Judarskogen (Storstockholm), Lillsjön (Storstockholm), Malmö Ribersborg (Malmö), Skatås (Göteborg), Uppsala, Vallaskogen (Linköping), Växjösjön (Växjö) och Örebro.

## Bilder

Parkrun
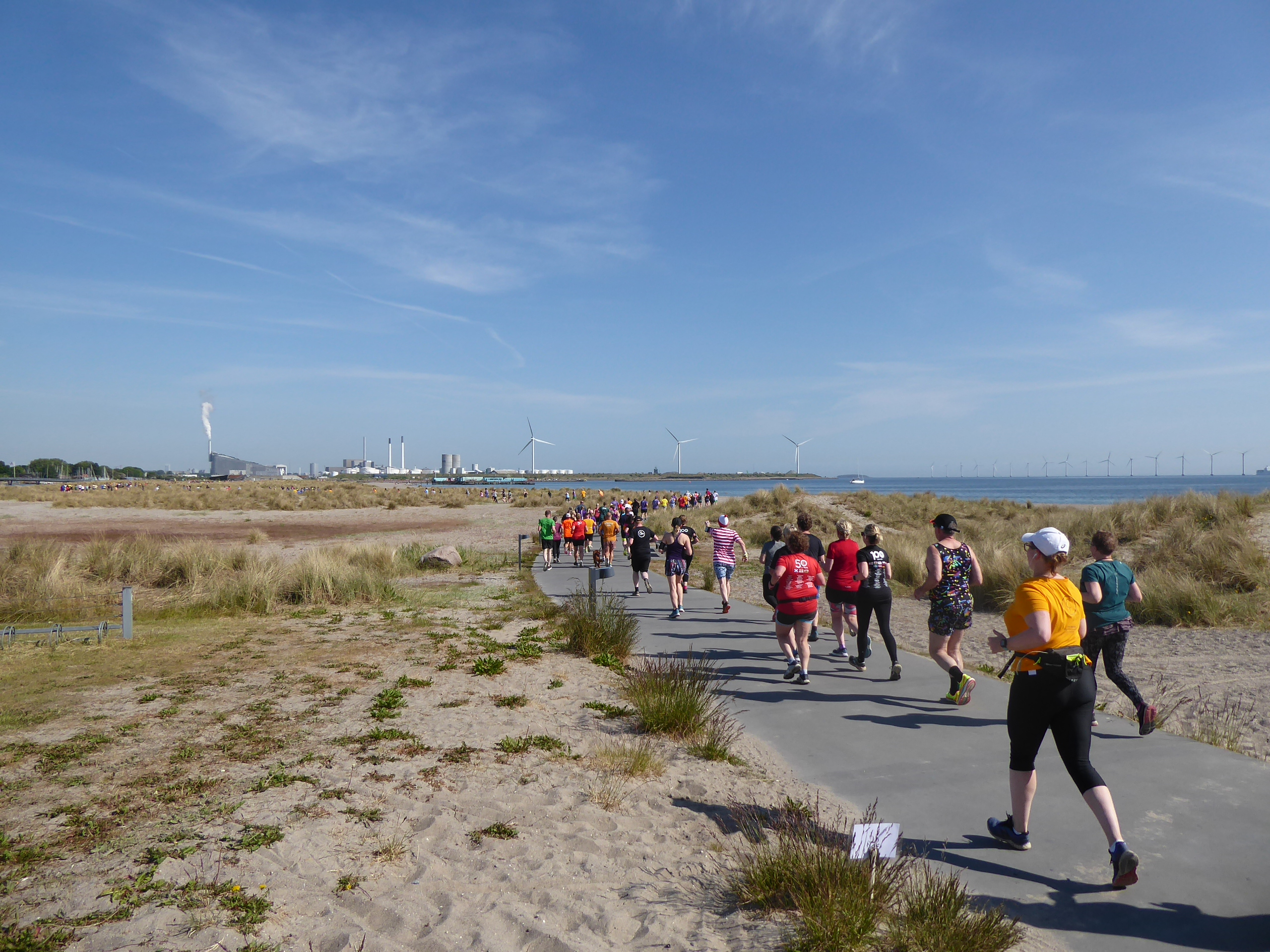
Amager strandpark parkrun i Köpenhamn den 5 juni 2023
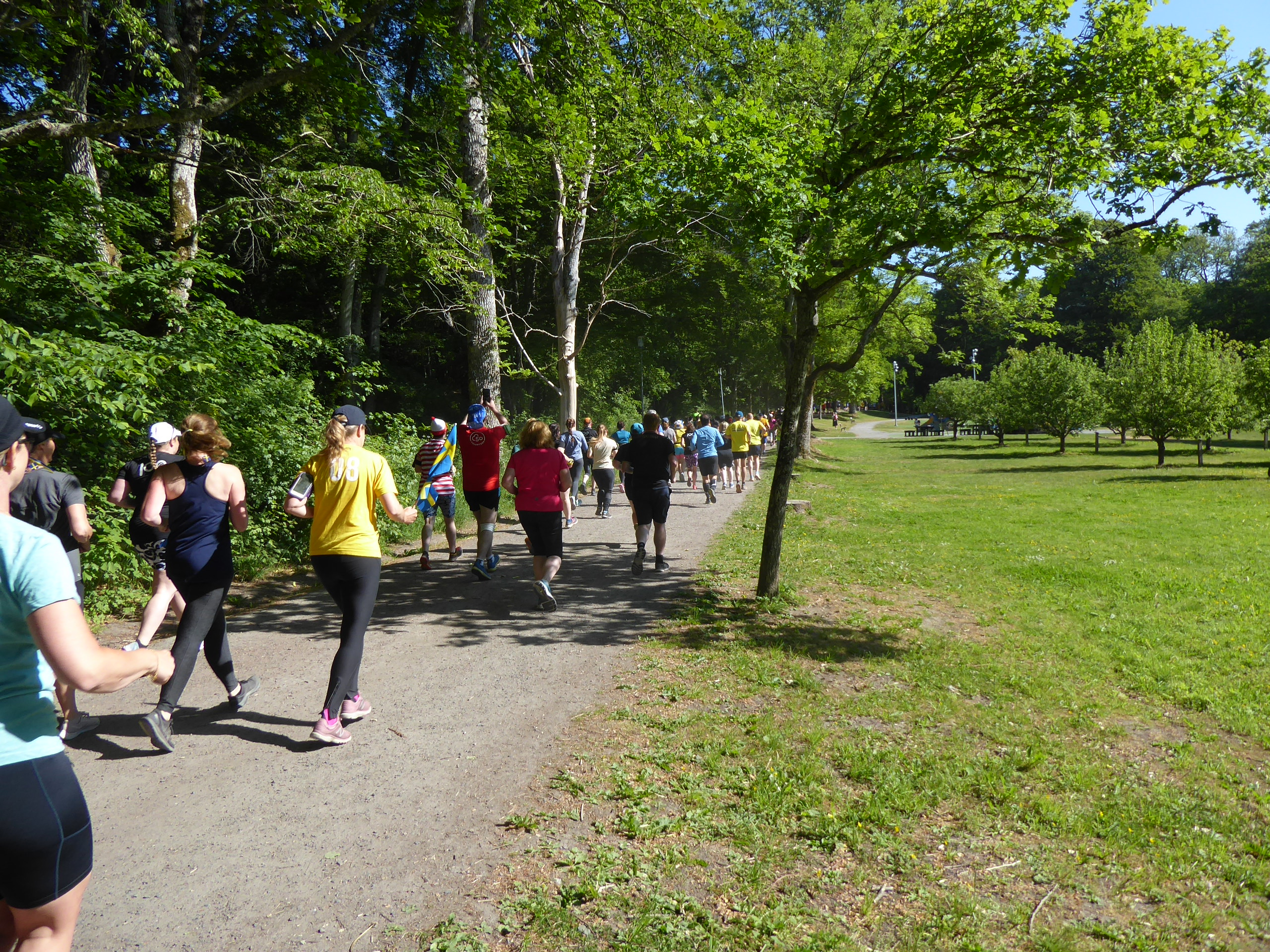
Billdalsparken parkrun i Göteborg den 6 juni 2023
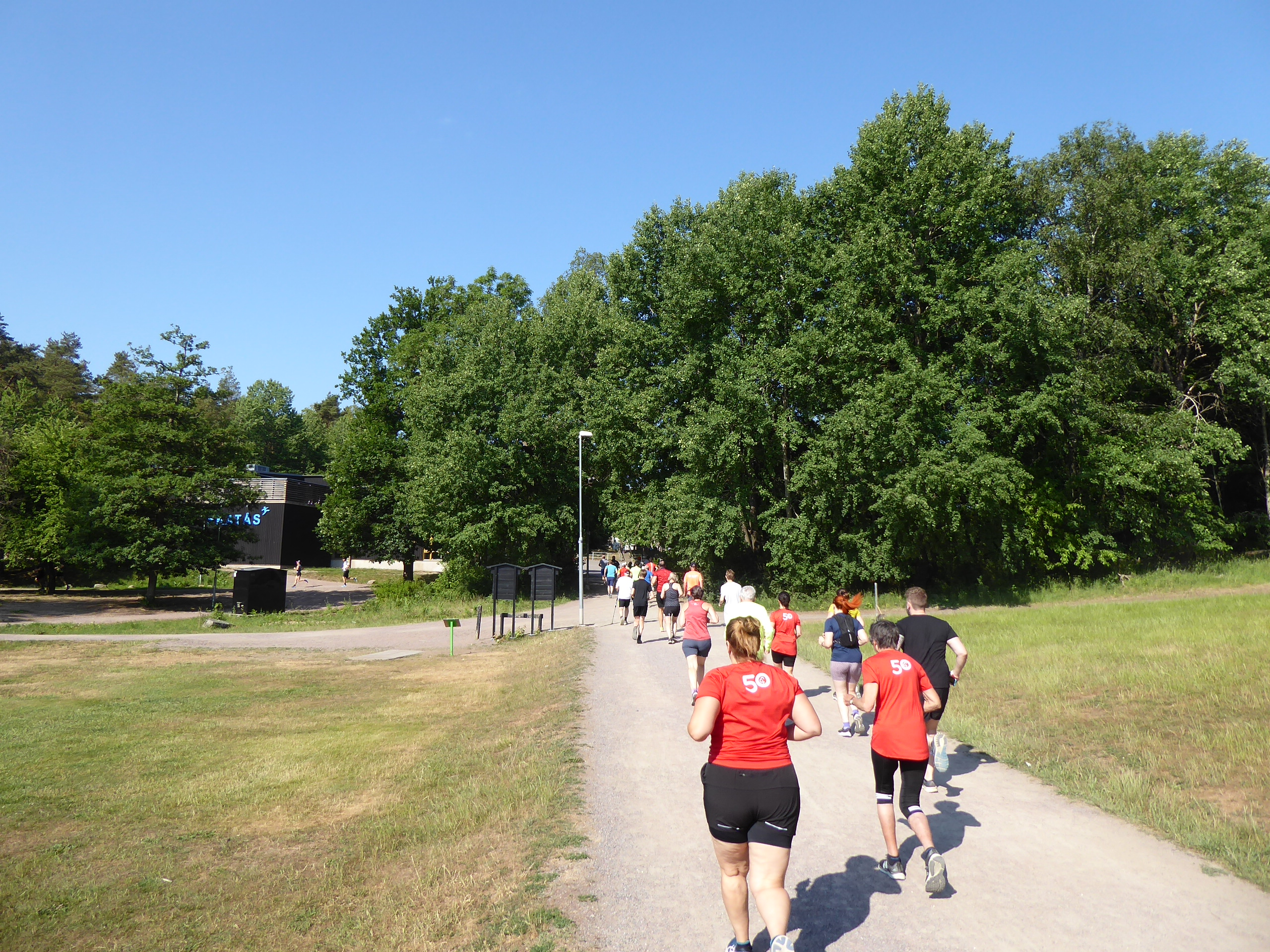
Skatås parkrun i Göteborg den 17 juni 2023
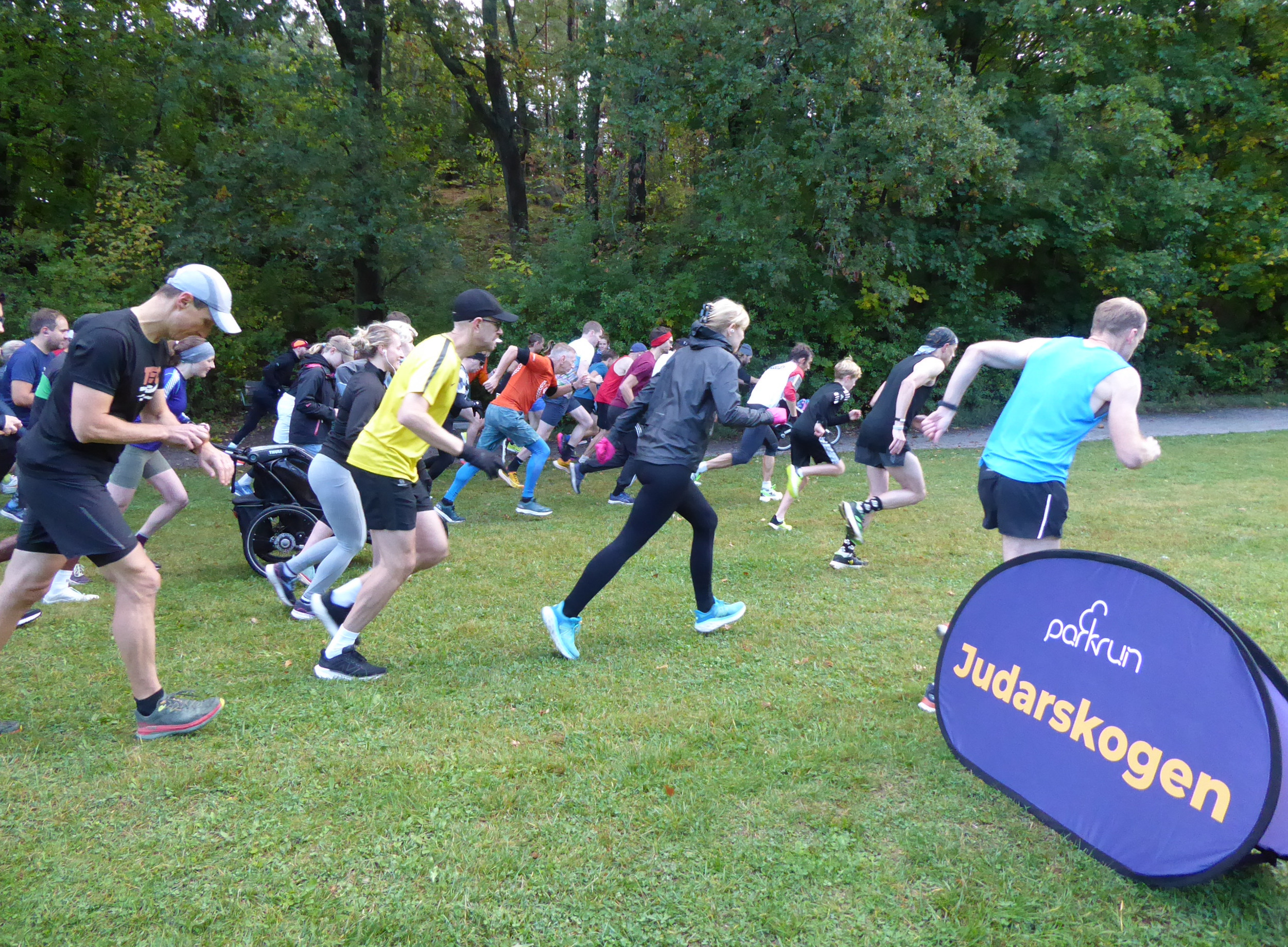
Starten vid premiären för Judarskogen parkrun den 28 september 2024